# Titchwell
Titchwell – wieś w Anglii, w hrabstwie Norfolk, w dystrykcie King’s Lynn and West Norfolk. Leży 59 km na północny zachód od Norwich i 170 km na północ od Londynu. Miejscowość liczy 91 mieszkańców.